# Vilters-Wangs
Vilters-Wangs est une commune suisse du canton de Saint-Gall, située dans la circonscription électorale de Sarganserland.

## Géographie

Vue aérienne par Walter Mittelholzer (1920).